# Elena Bacaloglu
Elena Bacaloglu (née à Bucarest le 19 décembre 1878 et morte en 1947 ou 1948), aussi connue avec les noms de famille Bakaloglu, Bacaloglu-Densusianu, Bacaloglu-Densușeanu ou sous la forme francisée de son nom Hélène Bacaloglu, est une journaliste, critique littéraire, romancière et fasciste roumaine.

## Biographie

### Enfance et éducation
La famille Bacaloglu est importante socialement et politiquement dans la société roumaine ; la famille descend de D. H. Bacaloglu, un Bulgare de Roumanie décoré de l'Ordre de Saint-Stanislas. Les ancêtres de Bacaloglu sont mentionnés comme vivant à Bucarest vers 1826 après avoir immigré et s'être installés pour spéculer sur la terre. Le père d'Elena Bacaloglu, Alexandru, est un fonctionnaire de la famille d'Emanoil Bacaloglu, et sa femme est Sofia G. Izvoreanu. Elena a quatre frères, Constantin, Victor, George et Alexandru dit Sandi.
Elena Bacaloglu naît à Bucarest le 19 décembre 1878. Elle atteint un haut niveau d'éducation pour son époque, étudiant la culture française, l'histoire de l'art et la philosophie à la faculté de lettres de l'université de Bucarest et au Collège de France. À Paris, elle vit avec son frère et chaperon Constantin Bacaloglu ; c'est là qu'elle rencontre son futur amant Ovid Densușianu. Elle épouse l'avocat et poète Radu D. Rosetti (en), après avoir réussi à convaincre ses parents récalcitrants de la laisser se marier avec lui. Ils se fiancent le 19 décembre 1896 et se marient en janvier, avec pour témoin l'homme politique Nicolae Filipescu (en). Ils ont une fille.
En 1897, Rosetti ne parvient pas à subvenir aux besoins de son épouse et de sa fille et quitte le ménage ; Bacaloglu revient vivre chez son père. En juin de l'année suivante, elle tente de se suicider en se tirant une balle dans le torse ; elle est sauvée après une opération d'urgence sur son poumon droit. Le divorce entre Rosetti et Bacaloglu est prononcé en 1899. Le 7 août 1902, Bacaloglu épouse Ovid Densușianu ; en mars ou avrli 1904, ils ont un fils, Ovid Junior,.
En 1903, Bacaloglu publie sa première monographie, Despre simbolizm și Maeterlinck (« Sur le symbolisme et Maeterlinck »). Il s'agit d'une des tentatives de définir les limites du symbolisme, de la décadence et de la modernité par une autrice roumaine et son travail s'intègre dans la suite des essais d'Alexandru Bibescu et d'Izabela Sadoveanu-Evan (en). Elle est la première personne à étudier les Serres chaudes d'un point de vue roumain.
En 1904, Bacaloglu divorce de Densusianu.
En 1906, Bacaloglu publie un roman psychologique, În luptă (« au combat »), puis un autre roman en 1908, Două torțe (« Deux torches »). Ses livres sont critiqués par le critique littéraire de Viața Românească (en), qui affirme qu'il est impossible de lire le premier roman en entier. L'Académie roumaine reçoit une candidature du roman pour le prix de littérature annuel, mais le rejette en affirmant que la technique d'écriture de Bacaloglu est trop « torturée » et qu'elle ne maîtrise pas suffisamment le roumain littéraire. D'autres de ses écrits sont publiés dans des magazines,.

### Déménagement en Italie

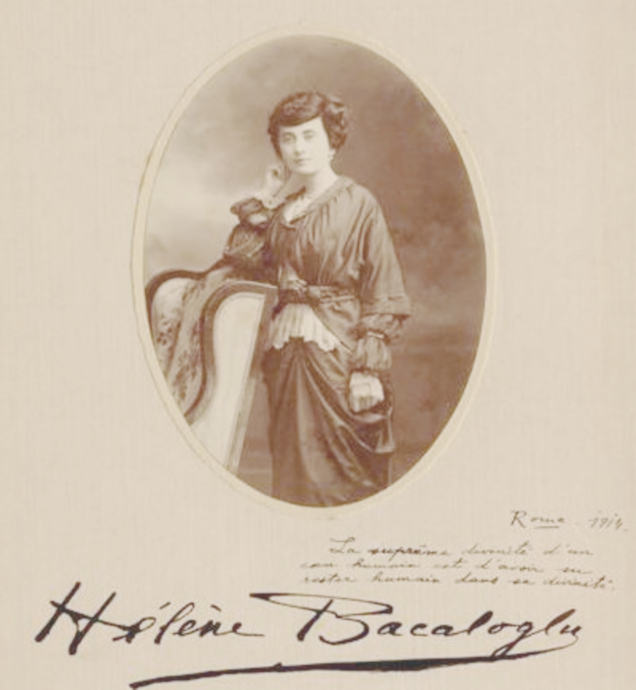
Photographie signée, 1914

Après son divorce, Bacaloglu voyage en Europe de l'Ouest, et surtout en Italie où elle écrit pour Madame, L'Idea Nazionale (en) et Il Giornale d'Italia. En 1908, pendant quelques mois, elle a une relation avec Salvatore Di Giacomo ; elle traduit son Assunta Spina en roumain en août 1909. Elle épouse un homme italien.
Au début des années 1910, Bacaloglu vit à Rome. En septembre 1912, elle publie une monographie sur la relation extramaritale entre le poète Gheorghe Asachi et sa muse italienne Bianca Milesi. Elle reçoit la médaille du mérite de Carol Ier et traduit les écrits de sa femme Élisabeth de Wied en français. Elle représente la Roumanie à l'exposition nationale du Château Saint-Ange et, sous le nom d'Hélène Bacaloglu, elle donne des conférences sur Di Giacomo. Pendant cette époque, elle entre en conflit avec Alexandru Tzigara-Samurcaș, qui la remplace à l'exposition nationale et critique sa personnalité et ses compétences. Bacaloglu publie sa version des faits sous forme de brochure. Ses conférences sur Di Giacomo reçoivent quant à elles un accueil critique positif. Toutes ses collaborations sont cependant interrompues quand ses partenaires littéraires se disent fatigués de sa personnalité et de son écriture de mauvaise qualité. En 1912, elle intègre la Société des auteurs roumains (ro).

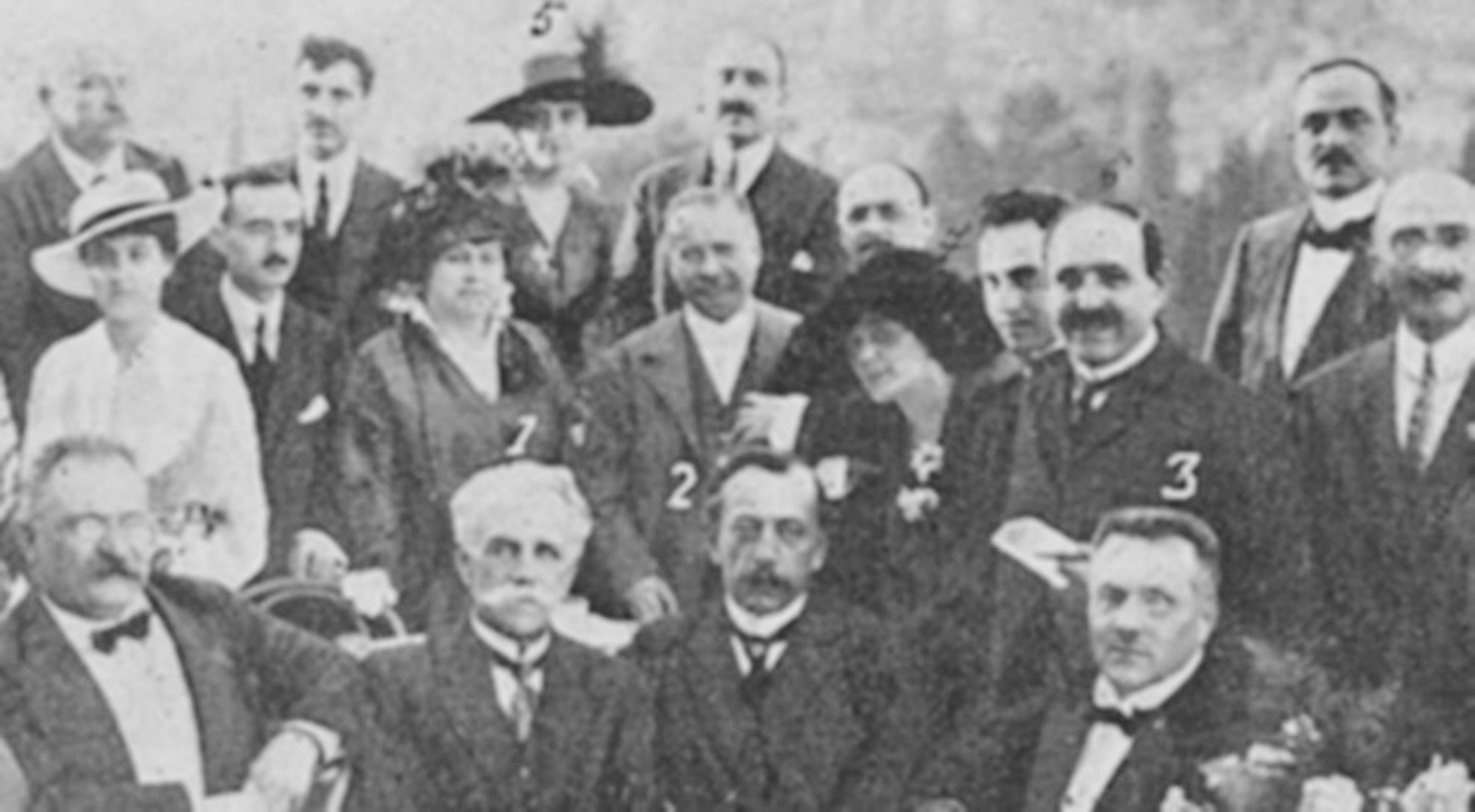
Bacaloglu (à l'arrière, marquée d'un 5) et les Latina Gens autour de Sebastião de Magalhães Lima (1) et de Jules Destrée (2), en juillet 1916

Peu après le début de la Première Guerre mondiale, Bacaloglu commence une campagne d'interventionnisme pour pousser la Roumanie, alors neutre, à intégrer la Triple-Entente et milite pour l'annexation de la Transylvanie austro-hongroise par la Roumanie. À Bucarest, elle publie l'essai en italien Per la Grande Rumania (« Pour la Grande Roumanie ») et le texte en français Preuves d'amour. Conférences patriotiques. Elle milite dans une approche pan-latiniste et intègre l'association Latina Gens qui vise une fédération d'États latins. C'est au cours de son travail pour cette association qu'elle rencontre Luigi Cadorna, qui devient son protecteur, et Sidney Sonnino.
Elle essaie de populariser la cause roumaine sur le Front italien, mais ses efforts sont interrompus par la défaite de la bataille de Caporetto en octobre 1917, la forçant à se réfugier à Gênes. Elle joue alors un rôle dans la création de la « légion roumaine en Italie », un groupe militaire composé de Roumains de Transylvanie et de sympathisants italiens, qui s'oppose aux Empires centraux en Italie. Cependant, elle n'est pas invitée à la cérémonie de fondation de la légion, tenue à Cittaducale en juin 1918.
D'après Victor Babeș, elle est la plus grande propagandiste roumaine à l'étranger, et surtout en Italie. La cause de la Grande Roumanie fascine également deux de ses frères : Victor, auteur de pièces de théâtre patriotiques, crée un des premiers journaux roumains en Bessarabie, et George se bat pendant la première guerre mondiale et devient préfet du Județ de Bihor. Elena, Constantin et Victor sont tous trois correspondants de la revue culturelle de leur frère Georges jusqu'au milieu des années 1930.

### Engagement fasciste
Après la première guerre mondiale, Elena Bacaloglu reste en Italie où elle écrit pour Universul, un quotidien de Bucarest. Elle est une des premières Roumaines à se familiariser avec l'extrême-droite moderne européenne et souhaite transplanter le fascisme italien en Roumanie. Ce projet la passionne depuis le Biennio rosso, où elle échange avec Gabriele D'Annunzio des propos proto-fascistes et elle écrit pour Il Popolo d'Italia. Elle envoie des lettres à Benito Mussolini, qui ne la prend pas au sérieux. Elle discute régulièrement avec Giuseppe Bottai et Piero Bolzon, qui acceptent d'intégrer son groupe de travail sur le fascisme roumain. Elle est également amie avec Benedetto Croce.
Or, alors qu'elle s'engage pour le fascisme, elle entre en conflit avec les autorités roumaines. Elle est défendue par le Parti national fasciste de Mussolini, et Luigi Federzoni accuse l'État roumain de vouloir la kidnapper et la faire taire de force. En 1922, le tribunal de Casale Monferrato accueille un procès pour violation de la propriété intellectuelle qu'elle intente à l'État roumain. Bacaloglu se plaint à nouveau que des agents de la Siguranța auraient essayé de la kidnapper pendant les accords de Gênes, et la même année, elle est défendue par Alessandro Dudan, député fasciste, qui accuse à nouveau la Roumanie d'abus de pouvoir. Les accusations de Bacaloglu sont démenties par tous les ambassadeurs roumains successifs, qui l'accusent de fantasmer sa persécution.
Mussolini prend Bacaloglu plus au sérieux qu'auparavant et lui écrit régulièrement, lui donnant des instructions détaillées sur « l'expansionnisme latin » et sur la coopération économique contre le capitalisme. Bacaloglu rend les lettres publiques dans sa brochure Movimento nazionale fascista italo-romeno. Creazione e governo après la marche sur Rome. Elle essaie activement d'empêcher un rapprochement politique entre l'Italie et la Hongrie, rivale historique de la Roumanie. Elle accuse le gouvernement roumain d'être à la solde de la France dans des articles qu'elle publie pour des journaux italiens.
En 1921, avec l'approbation de Mussolini, elle crée une association fasciste italo-roumaine, qui devient plus tard le Mouvement national culturel et économique italo-roumain (en) ou MNFIR. Les membres de l'association ouvrent des ligues fascistes en Roumanie, avec un des premiers cercles ouverts à Cluj-Napoca, la capitale régionale de la Transylvanie. Le mouvement italo-roumain est antisémite, alors que les fascistes italiens ne le sont pas encore. Le groupe est soutenu par Constantin Bacaloglu, qui travaille à l'université de Iași avec l'influenceur antisémite A. C. Cuza, et qui soutient l'expulsion des étudiants juifs de Roumanie. Bacaloglu s'inspire beaucoup de l'Action Française pour son nationalisme anti-industriel et populiste.
La branche roumaine du fascisme italien reste mineure. Elle partage avec de nombreux groupes paramilitaires une haine du communisme et de la démocratie, mais est la seule à être directement inspirée par Mussolini. Le MNFIR se sépare en 1922 et ses factions les plus puissantes fusionnent avec le parti fasciste roumain Fascia Națională Română (ro). En 1923, Bacaloglu fonde un nouveau mouvement national sous le même nom que l'ancien et directement organisé sur le modèle des fascistes italiens.
Le 30 décembre 1923, Bacaloglu fonde le journal hebdomadaire de propagande Mișcarea Națională Fascistă, dont elle se dit directrice politique. Elle compte une centaine d'adhérents, soit un nombre peu élevé, mais comptant des personnes importantes dans la société roumaine, en particulier des militaires et étudiants. Le mouvement tourne essentiellement autour de l'université de Cluj et de celle de Iași. Les femmes sont très peu présentes dans le mouvement.

### Répression et antifascisme
L'association de Bacaloglu critique très ouvertement le traité de Versailles et le statu quo roumain. Elle estime que la Petite Entente, qui inclut la Roumanie et combat l'irrédentisme italien, sert à infiltrer le capitalisme et le judaïsme dans les sociétés des deux pays. Il semblerait que le MNFIR ait également menacé les ennemis de Carol Ier, qui ne les soutient toutefois pas ; Nicolae Iorga affirme avoir reçu des lettres d'insultes de l'organisation après s'être opposé au retour d'exil de Carol.
Le MNFIR est réprimé par le gouvernement après l'arrestation de Corneliu Codreanu pour terrorisme, après qu'il a essayé d'assassiner des journalistes de Adevărul, dont son directeur juif Iacob Rosenthal.

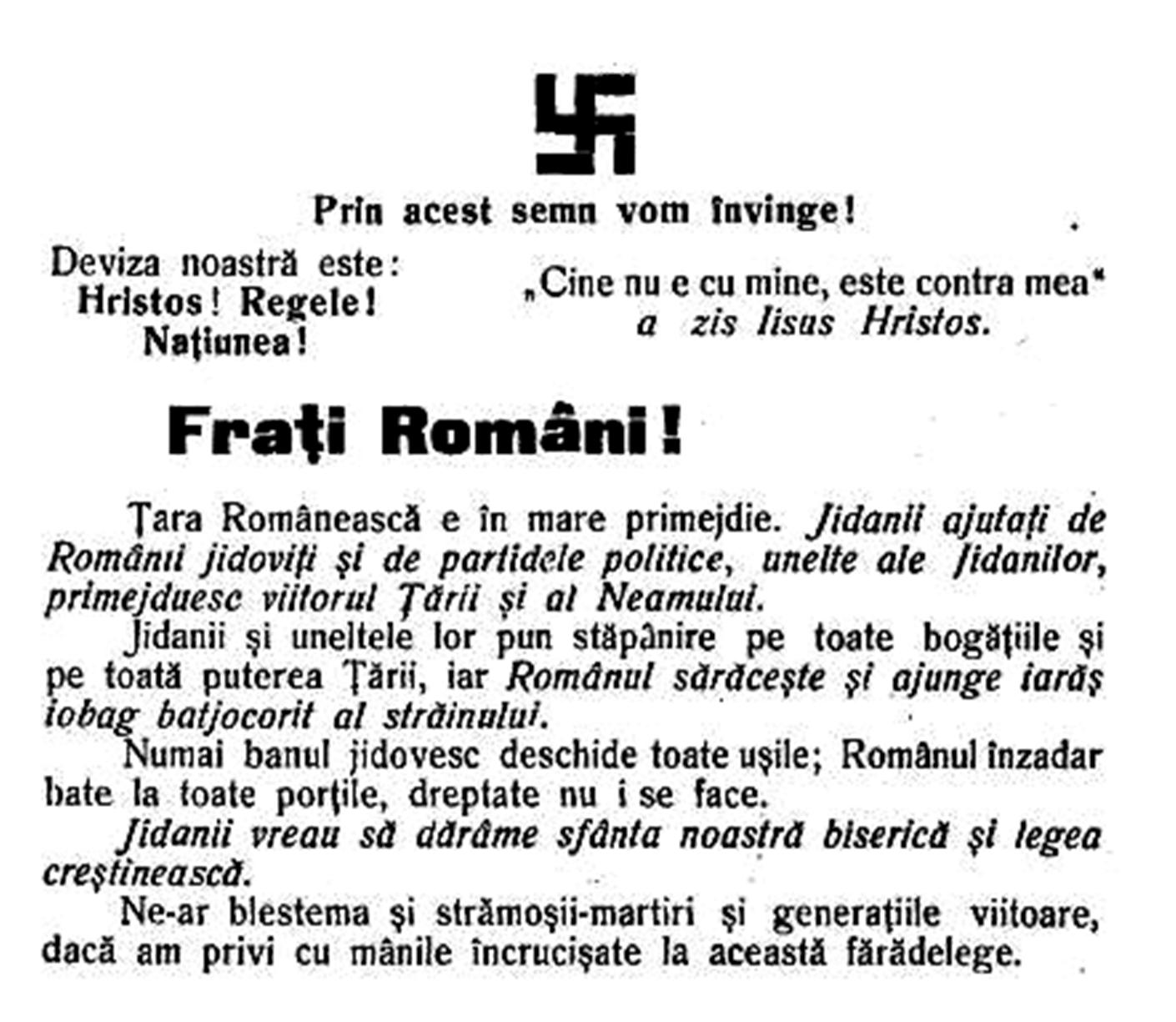
Manifeste de la Ligue de défense national-chrétienne, datant de 1928.

On sait peu ce qui suit dans la carrière politique de Bacaloglu. Elle pourrait avoir créé le Mouvement national fasciste, dissous par la police roumaine en 1925, mais c'est peu probable malgré les sources d'époque qui l'affirment. Quand Mussolini découvre ses dissidences récentes, il la fait déporter d'Italie. Il semblerait que Bacaloglu ait voulu se rapprocher de la Ligue de défense national-chrétienne et de l'Action roumaine pour créer un parti chrétien national. En october 1925, Cuza, directeur de la ligue de défense national-chrétienne, annonce avoir fusionné plusieurs partis, dont l'action roumaine, avec son organisation. Le frère d'Elena Bacaloglu, Sandi, intègre la ligue ; il se présente aux élections générales de 1926 sur la liste de Cuza et de Codreanu.
En 1927, Elena Bacaloglu affirme toujours être la dirigeante du mouvement fasciste national, et elle vit à Bucarest, dans le quartier de Moșilor. Elle continue à attaquer le gouvernement roumain pour plagiat, exigeant 4 millions de Lei à Octavian Goga et à Liviu Rebreanu sans succès.

### Fin de vie
En 1928, Bacaloglu quitte la Roumanie pour visiter l'Espagne, où elle milite toujours pour le pan-latinisme et collabore avec La Gaceta Literaria. Elle ne participe pas au nouveau couronnement de Carol Ier, et tente de contacter Iuliu Maniu pour proposer son soutien et se plaindre de persécutions passées, mais elle est très mal reçue. Elle obtient finalement le droit de retourner en Italie pour y soutenir les efforts de propagande roumaine, mais est rapidement remplacée. En 1931, elle affirme qu'un complot politique veut l'empêcher de parler à des personnes influentes et veut l'assassiner « par la faim ». Bacaloglu dit au Parti national paysan, alors parti d'opposition, qu'elle peut leur obtenir le soutien de Mussolini en échange d'une aide financière.
Ovid Densușianu Junior, son fils, étudie l'enseignement puis devient officier de presse au ministère de l'intérieur. Il traduit des essais de Mussolini et d'Antonio Beltramelli et soutient l'Italie au cours de la Seconde guerre italo-éthiopienne. Densusianu Senior, qui a critiqué le fascisme dès ses débuts, meurt le 8 juin 1938 après une septicémie suivant une intervention chirurgicale anodine. 
Un an après le début de la seconde guerre mondiale, Elena Bacaloglu vit à nouveau à Rome, mais elle est forcée à retourner en Roumanie, où elle vit encore en avril 1945. Elle est en bons termes avec Gala Galaction et voit sa fille perdre son emploi gouvernemental en raison du fascisme de sa famille. Entre 1947 et 1949 selon les sources, elle meurt ; elle est enterrée au cimetière de Bellu à Bucarest.